# سپاه ۲ (لهستان)
سپاه دوم لهستانی (۱۹۴۳–۱۹۴۷) یک واحد عمده تاکتیکی و عملیاتی از نیروهای مسلح لهستانی در طول جنگ جهانی دوم بود. فرماندهی آن را ژنرال ووادیسواف آندرس بر عهده داشت که در نبرد مونته کاسینو، با افتخار جنگید. تعداد نیروهای این لشکر در پایان سال ۱۹۴۵ به بیش از ۱۰۰٬۰۰۰ سرباز افزایش یافت.